# Лісове урочище Крістерів
Лісове урочище Крістерів — ботанічна пам’ятка природи місцевого значення, розташована в Подільському районі м. Києва по вулиці Байди-Вишневецького, 2-а. Заповідана у листопаді 1997 року (розпорядження КМДА від 14.10.97р. №1628). Площа – 0,7 га.

## Опис
Лісове урочище Крістерів — цінна ділянка природнього дубово-соснового лісу, з участю клену гостролистого, липи європейської, берези повислої та горобини, що зберіглася на території колишнього маєтку садівників Кристерів (нині територія Інституту харчової хімії та технології НАН України).  У трав’яному покриві на території лісу виявлені конвалія звичайна, хвощ лісовий, вероніка дібровна, копитень європейський. Серед дерев наявні екзоти, серед яких найбільшу цінність становлять три 150-річні дерева бука лісового (висота 30 м, окружність стовбура на висоті 1,3 м у першого дерева 6,2 м, у другого – 4,1 м, в третього – 3,3 м). Тут також зростають вікові дерева катальпи та клена платанолистого форма Шведлера.

## Галерея

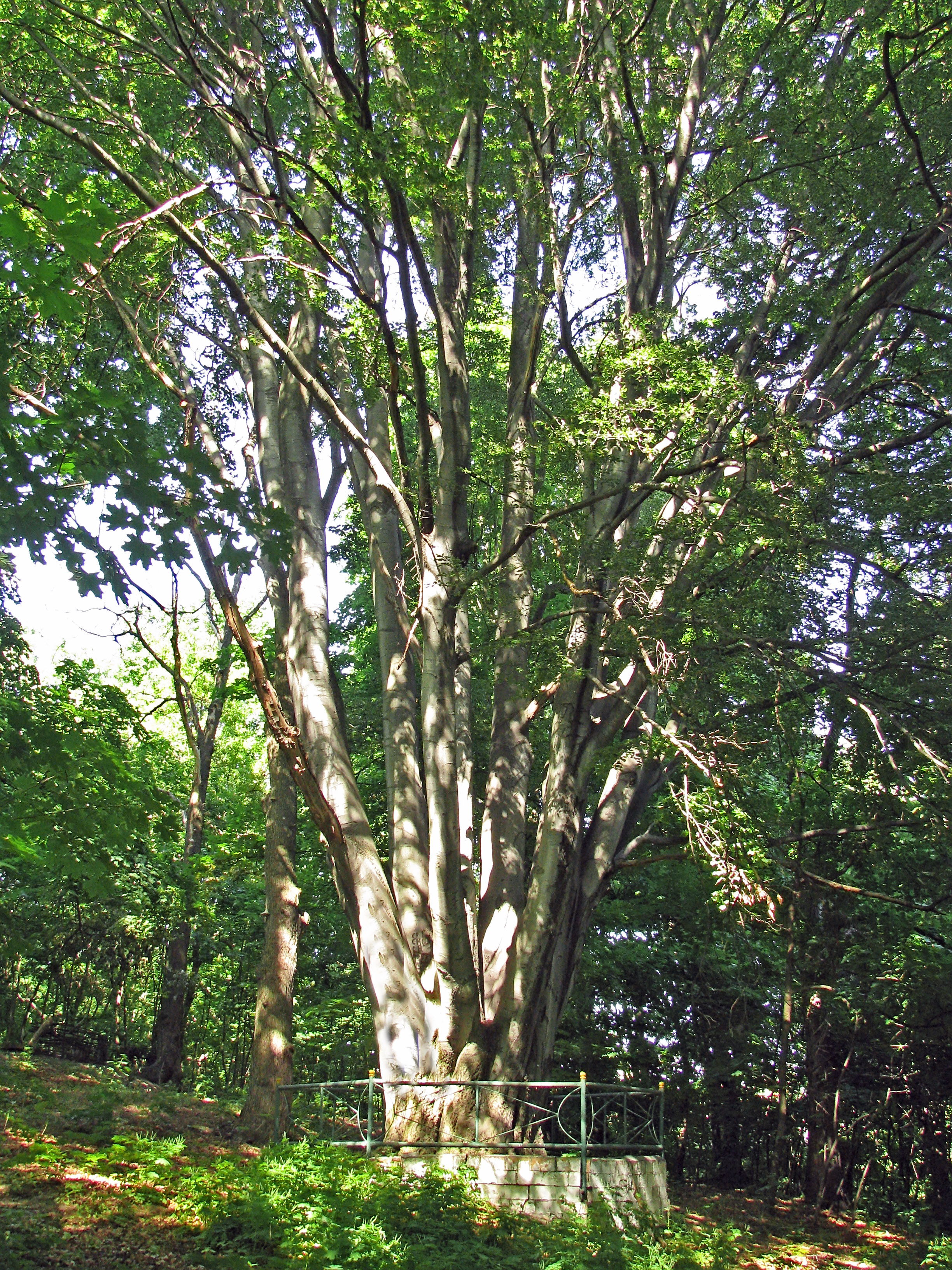
Лісове урочище Крістерів (травень 2011)
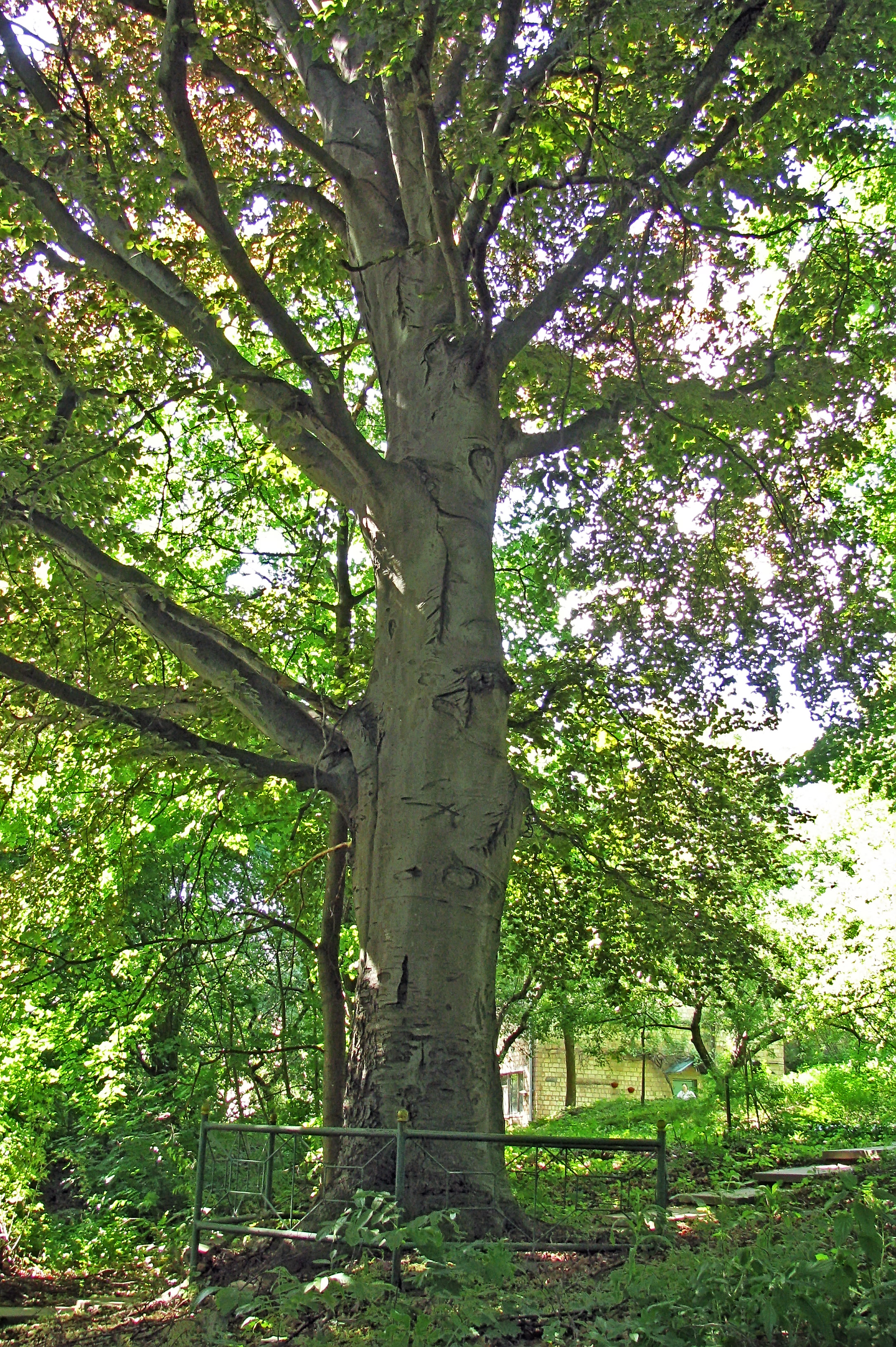
Лісове урочище Крістерів (травень 2011)
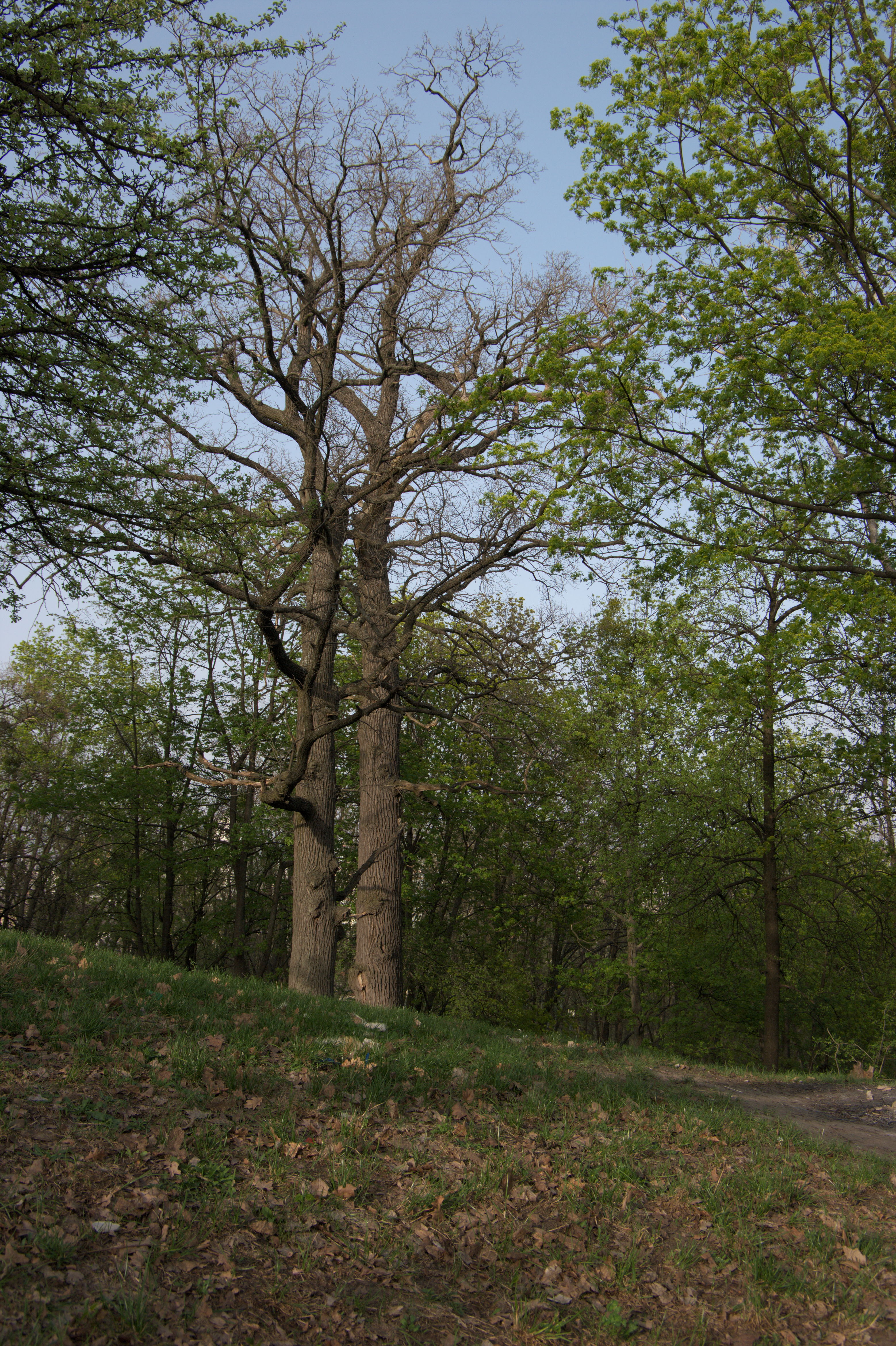
Лісове урочище Крістерів (квітень 2013)
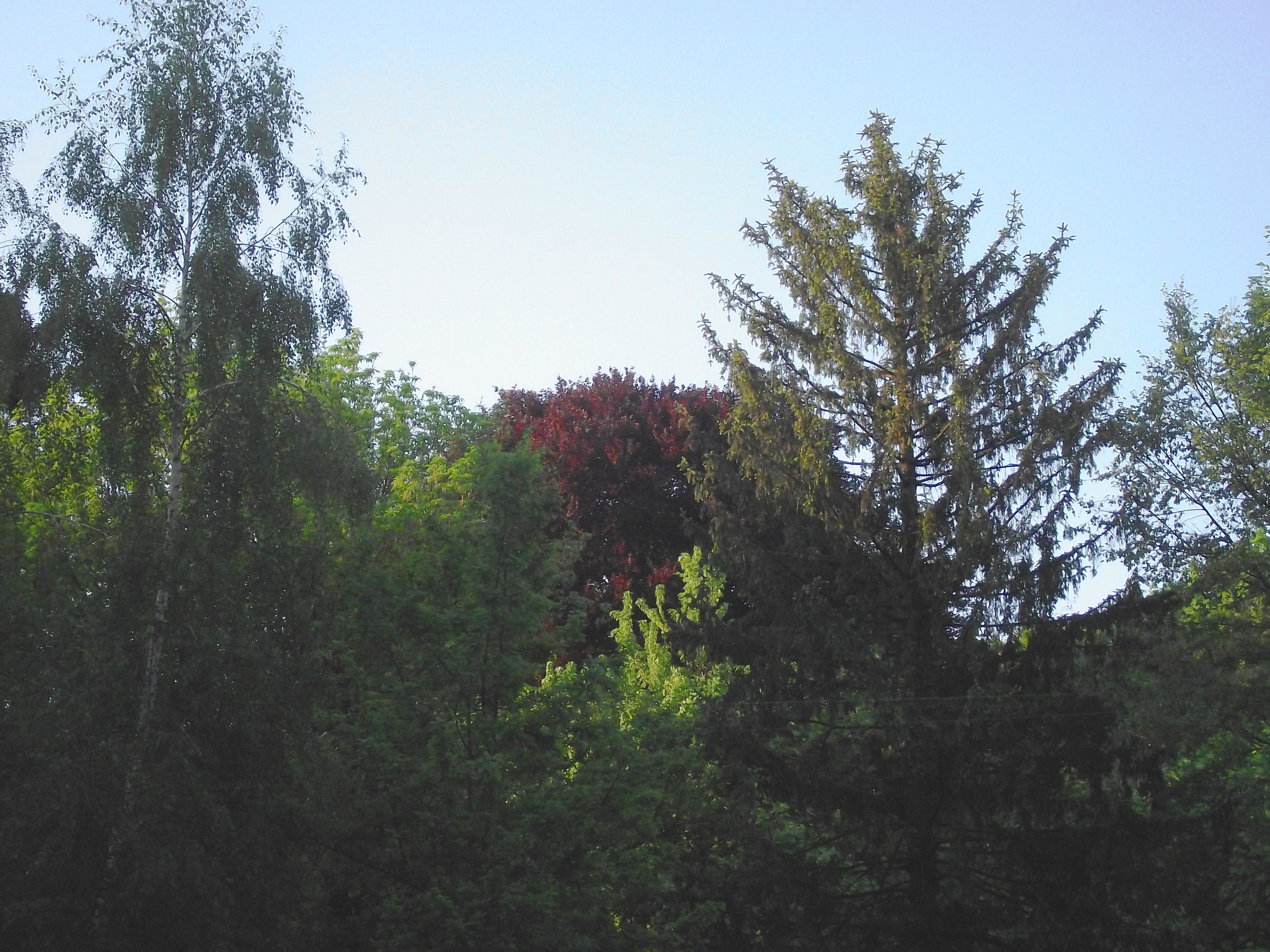
Лісове урочище Крістерів (травень 2014)
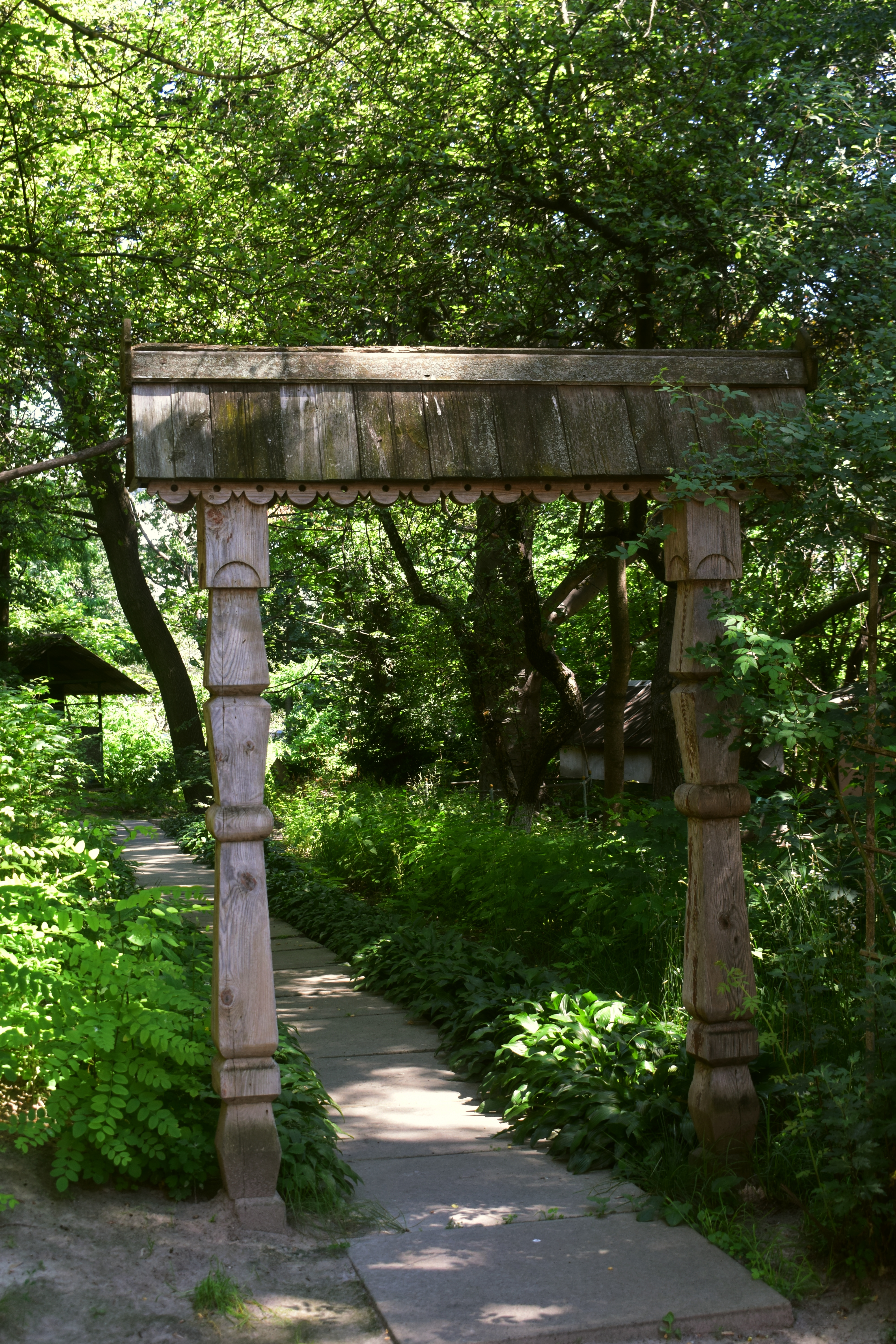
Лісове урочище Крістерів (червень 2020)
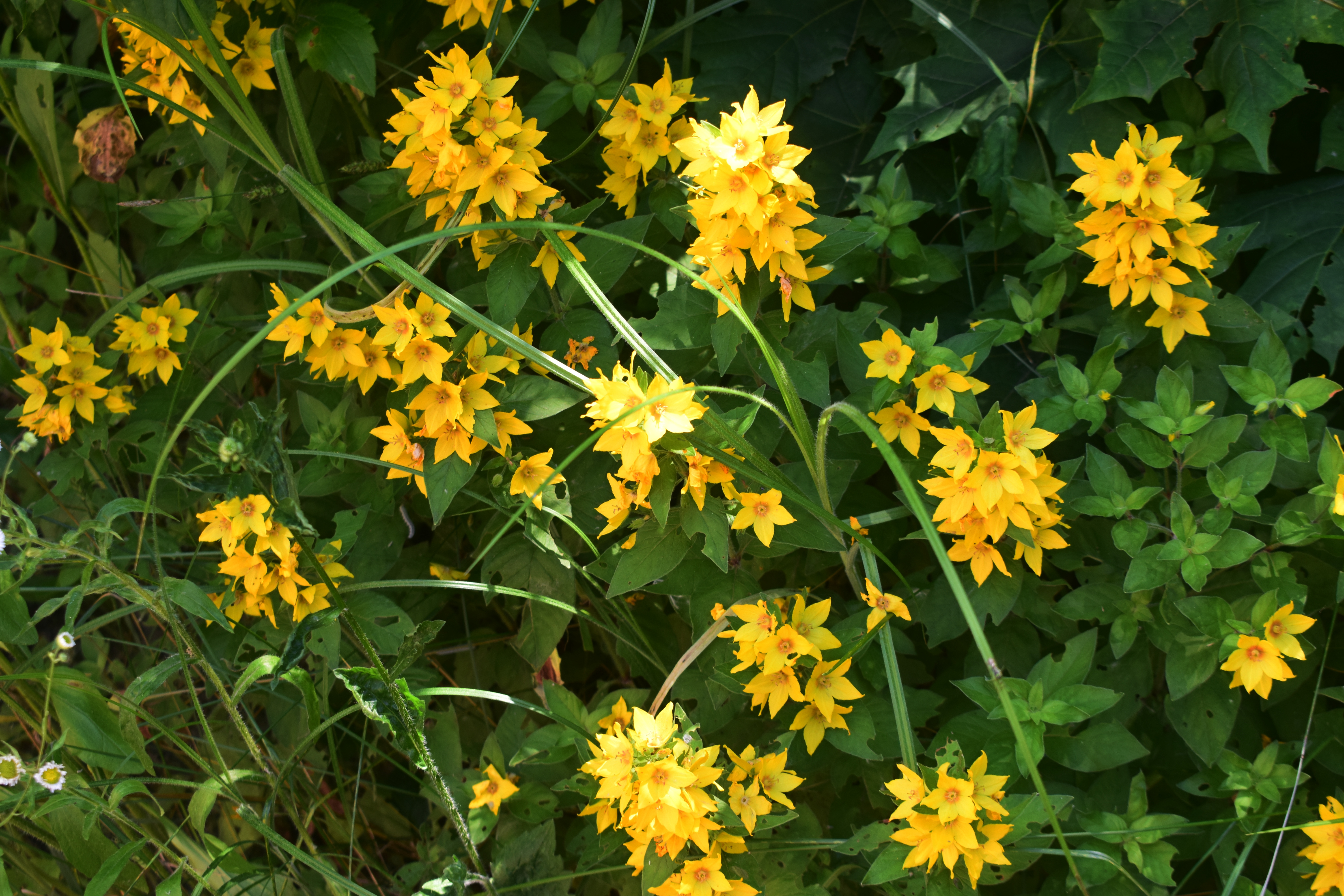
Лісове урочище Крістерів (червень 2020)